# Oliver Geissmann
Oliver Geissmann (ur. 9 grudnia 1978 w Grabs) – liechtensteiński strzelec sportowy, trzykrotny olimpijczyk.
Geissmann po raz pierwszy w igrzyskach olimpijskich brał udział w 2000 roku w Sydney, gdzie w konkurencji „karabin pneumatyczny 10 m” zajął 41. miejsce. 4 lata później, podczas igrzysk w 2004 roku w Atenach wziął udział w tej samej konkurencji i zajął 22. miejsce. W 2008 po raz kolejny wziął udział w konkurencji „karabin pneumatyczny 10 m” i zajął 34. miejsce.